# Vittorio Caissotti di Chiusano
Vittorio Caissotti di Chiusano, conosciuto comunemente come Vittorio Chiusano (Torino, 5 agosto 1928 – Torino, 31 luglio 2003), è stato un avvocato, dirigente sportivo e politico italiano.

## Biografia
Di origini nobili, della stessa famiglia del vescovo Paolo Maurizio Caissotti, nel 1952 si è laureato in giurisprudenza con una tesi sulla Libertà di stampa e responsabilità penale del direttore di giornale. Iscritto all'albo degli avvocati di Torino nel 1954, poco dopo è entrato a lavorare nello studio Barosio, uno dei principali della città nonché quello di riferimento del quotidiano La Stampa. Chiusano ha seguito, come penalista, alcune tra le cause e le vicende più importanti nell'Italia dell'epoca: tra queste la prima Tangentopoli torinese degli anni 1980, in cui ha difeso l'amministratore delegato della Cogefar Impresit, Enzo Papi, il secondo scandalo dei petroli emerso a Torino nel 1981, in cui ha curato la difesa dell'ex comandante generale della Guardia di Finanza, Raffaele Giudice, oltreché i bilanci FIAT, in cui è stato avvocato dell'allora numero uno della casa automobilistica, Cesare Romiti.
È stato in prima linea anche nel periodo del terrorismo italiano, difendendo, tra gli altri, il militante di estrema sinistra Marco Donat-Cattin, e poi ancora nella succitata Tangentopoli, quando ha curato la difesa dell'allora ex vicesindaco socialista Enzo Biffi Gentili. Nel marzo 1984, inoltre, ha condotto personalmente le trattative per la liberazione della piccola Federica Isoardi, sequestrata a Cuneo. È stato inoltre consigliere comunale a Torino per il Partito Liberale Italiano dal 1985 al 1992. Tra il 1992 e il 1994 ha poi assunto la presidenza dell'Unione delle Camere Penali.

Da destra: Chiusano, il capitano Roberto Baggio e l'allenatore Giovanni Trapattoni posano con la Coppa UEFA 1992-1993, uno dei 16 trofei vinti dalla Juventus sotto la presidenza Chiusano (1990-2003).

Lungo e duraturo è stato il suo legame con la Juventus Football Club. Consigliere di amministrazione della società calcistica torinese fin dal 1960, ne ha in seguito ricoperto la vicepresidenza nel corso degli anni 70, fino ad assumerne la massima carica il 5 febbraio 1990: ventiduesimo presidente del club bianconero, ha mantenuto l'incarico fino alla scomparsa. Durante il suo mandato, durato tredici anni, la Juventus ha vissuto uno dei suoi maggiori periodi di successo, mettendo in bacheca 16 trofei in campo nazionale e internazionale; a lui la squadra ha dedicato la Supercoppa italiana 2003, conquistata pochi giorni dopo la sua morte.